# GAU-8 Avenger
Il GAU-8 Avenger è un cannone Gatling statunitense con elevata potenza di fuoco, ma anche di rilevante peso ed ingombro, impiegato sull'A-10 Thunderbolt e nel sistema di difesa navale di punto Goalkeeper.

## Caratteristiche tecniche
Possiede 7 canne rotanti, con due motori esterni che azionano l'arma a 2100 o 4200 colpi al minuto. Il serbatoio munizioni contiene 1350 colpi ed è corazzato; altre munizioni, per un totale di 1350, sono alloggiabili nel nastro di alimentazione. Peso totale dell'installazione: 1830 kg. È lungo circa 6 m ma ciononostante sporge solo in minima parte dall'aereo; spara proiettili esplosivi la cui potenza è nettamente superiore a quelli del Vulcan, e nel caso dei proiettili perforanti, l'efficacia contro carri è migliore.